# اللغة الكيروندية
لغة كيروندية، تعرف أيضاً باسم روندية هي لغة من لغات البانتو يتحدثها 9 ملايين نسمة في بوروندي أجزاء متاخمة بتنزانيا وجمهورية الكونغو الديمقراطية.